# Rudolf Dvořák (botanik)
Rudolf Dvořák (9. dubna 1874 Třebíč – 10. listopadu 1945 Ostrava) byl učitel, botanik a archeolog. V některých zdrojích se udává narození v roce 1878, nicméně to zjevně není správně.

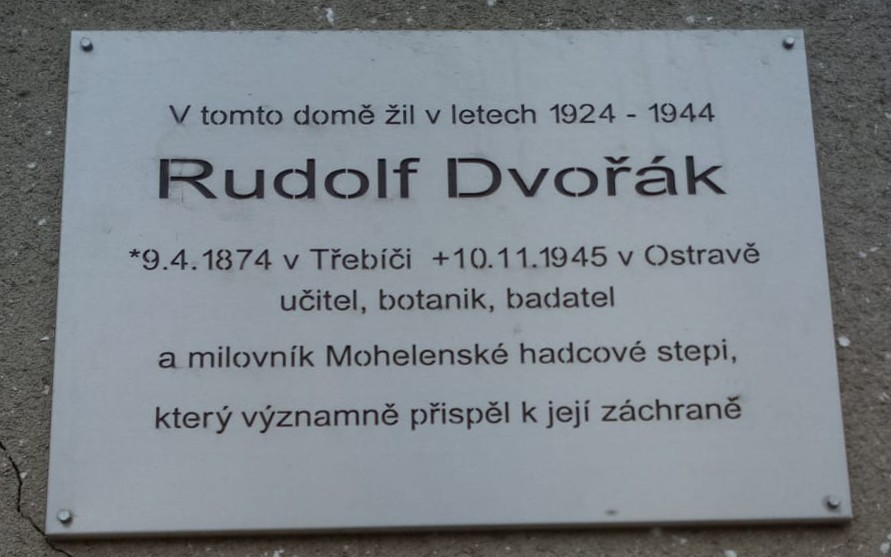
Pamětní deska na domě Mohelno č.p. 85

## Život
Rudolf Dvořák se narodil v Třebíči, kde také absolvoval tzv. nižší gymnázium. V roce 1893 absolvoval učitelský institut v Brně.
Po ukončení studia nejdříve učil na venkovských školách na Třebíčsku (působil na obecné škole na Nových Dvorech v Třebíči, od roku 1924 na měšťanské škole v Mohelně), poté působil dvacet let na gymnáziu v Třebíči. Roku 1924 se oženil a přestěhoval do Mohelna a začal učit na místní měšťanské škole. V roce 1928 odešel do výslužby a dále se věnoval jen své vědecké činnosti. V roce 1944 po smrti manželky se odstěhoval k nevlastní dceři do Ostravy, kde 10. listopadu 1945 zemřel.

## Vědecká činnost
Zabýval se především botanikou a dosáhl v tomto oboru vědeckého uznání. Studoval mechorosty, lišejníky a věnoval se výzkumu řas – algologii. V jeho pracích jsou poznatky o houbách a rostlinných nanismech (trpasličím vzrůstu) na stepi, kterých popsal 318 druhů. Byl členem mnoha přírodovědeckých spolků, publikoval více než 40 odborných článků a vědeckých prací, 7 prací vlastivědného a turistického zaměření a mnoho dalších článků v běžném tisku.

## Sponzorská činnost
Ze svého učitelského platu podporoval kulturní instituce i nadějné studenty a umělce. V roce 1930 při Přírodovědeckém klubu založil tzv. „Dvořákův fond" k podpoře algologického výzkumu Moravy, který R. Dvořák dotoval značným obnosem.

## Sběratelská činnost
Shromáždil ojedinělou sbírku několika set vltavínů, velkou sbírku motýlů, brouků, minerálů, hornin a herbáře rostlin a hub. Jako náruživý kuřák měl také menší sbírku dýmek. Společně s Vilémem Grossem sbíral archeologický materiál v lokalitě „Hradisko" u Kramolína, která je dnes zatopena vodou Dalešické přehrady. V Mohelně vytvořil a zpřístupnil archeologickou sbírku.

## Mohelenská hadcová step
Nadšeně popisoval krásy stepi a podílel se na její propagaci ve vlastivědných časopisech. Jako chráněné území byla Mohelenská hadcová step díky jeho snaze a dle jeho návrhu vyhlášena 31. prosince 1933 jako dárek k jeho šedesátinám.
 Přírodní rezervací byla vyhlášena až 11. prosince 1952.

## Špičatička stepní[12]
Na Mohelenské hadcové stepi objevil nový druh vzácné houby, která od té doby nese jeho jméno. Špičatičku stepní (Galeropsis desertorum Velen. & Dvořák) popsal v roce 1930 profesor Josef Velenovský na základě nálezu Rudolfa Dvořáka. Vzhledem k velmi zvláštní stavbě plodnic, které svým habitem neupomínaly na žádný z tehdy existujících rodů, vystavil Velenovský pro tento taxon zcela nový rod.
| „                              | Jdete-li přírodou, kráčíte božským chrámem. Smekněte tedy a kajícně si uvědomte svou nemohoucnost! | “ |
| — Pêle-mêle. Paběrky ze stepi. | |   |

## Z díla
- Turistické obrázky z Pooslaví a Pojihlaví, Třebíč 1921, 71 str.[14]
- Průvodce Pojihlavím a Pooslavím, Třebíč 1924, 194 str., 68 obr.[15]
- Pohádka Pojihlaví: hadcová step u Mohelna, Mohelno 1929, 39 str.[16]
- Pêle-mêle. Paběrky ze stepi., Tisk Vilém Papírník, Náměšť nad Oslavou 1937, 72 str.[17]

Svými články přispíval do vlastivědného sborníku Od Horácka k Podyjí.
- Oslava, 1925 str.53-58
- Zajímavé okliky našich řek, 1926 str. 22-27
- Archeologcký nález v Mohelně, 1926 str. 116
- O vltavínech, 1927 59-66[19]
- Po Jihlavě, 1927 str. 123-128,136-143
- Dvě nejkrásnější zátiší v Pojihlaví a Pooslaví, 1931 str. 217-224
- Příspěvky k poznání hadcové stepi, 1930 str. 95-101[20]
- Výzkum hub na hadcové stepi, 1931 str. 160-163[21]
- Z pohádky do pohádky, 1932 str. 118-124
- Šedesátka Rudolfa Dvořáka, 1934 str. 62-63

Do sborníku Klubu přírodovědeckého v Brně přispíval odbornými články o hadcové stepi u Mohelna.
- Šestý příspěvek ku květeně moravských řas, 1925 str. 18-34
- Sedmý příspěvek ku květeně moravských řas, 1927 str. 44-55
- Osmý příspěvek ku květeně moravských řas, 1933 str. 63-81
- Nanismy Hadcové stepy u Mohelna I,II,III, 1928 str. 23-32, 1929 str. 30-40, 1935 str.31-46
- Podzimní a zimní houby hadcové stepi u Mohelna, 1930 str. 80-83
- Vyšší houby na hadcové stepi u Mohelna, 1931 str. 1-14

Je autorem mnoha odborných článků v přírodovědných časopisech:
- Dvořák R.: Novinky z hadcové stepi u Mohelna. Příroda roč. XXIII (1930) 211.
- Dvořák R.: Vzdušné (aerophytické) řasy oblasti západomoravské. Příroda roč. XXIV.
- Dvořák R.: Nové formy některých moravských zvonků. Příroda XXVII.
- Dvořák R.: Nové nebo méně známé rostliny na Moravě. Vlast. nákl. v Mohelně, 1935.
- Dvořák R.: Nové formy některých moravských složnokvětých. Příroda XXVIII.
- Dvořák R.: Nové formy některých pryskyřníkovitých na Moravě. Příroda XXVIII.
- Dvořák R.: Nové formy některých moravských rostlin. Příroda XXIX.
- Dvořák R.: Nová houba, obyvatel stepních plání mohelenských na Moravě – Galeropsis desertorum Velen, et Dvořák. Příroda XXIV.
- Dvořák R.: Nové formy rostlinné na hadcové stepi u Mohelna, objevené v r. 1936. Příroda, roč. XXX. 73–77.
- Dvořák R.: Nanismy stepních plání mohelenských. Monografie "Mohelno": Svaz pro ochranu přírody a domoviny v zemi Moravskoslezské v Brně, 1935.
- Dvořák R.: Zimní houby hadcové stepi u Mohelna. Vlast. nákl. v Mohelně, 1930.
- Dvořák R.: Dodatky k výzkumu hub na hadcové stepi u Mohelna. Vlast. nákl. v Mohelně, 1935.
- Dvořák R.: Ryzec pravý, Lactarius deliciosus Fr. Čas. českoslov. houbařů[24], roč. VII.
- Dvořák R.: Houby na hadcové stepi u Mohelna. Čas. českoslov. houbařů, roč. VIII.
- Dvořák R.: Stepní houby u Mohelna na Moravě. Čas. českoslov. houbařů, roč. X.
- Dvořák R.: (1938): Nové nebo méně známé formy rostlinné. – Sborn. Přírod. Klubu v Třebíči 2 (1937): 31–61.
- Dvořák R.: (1943): Traviny hadcové stepi u Mohelna. – Příroda 35: 193–195.
- Dvořák R.: (1943): Kapraďorosty hadcové stepi u Mohelna. – Příroda 35: 255–256.
- Dvořák R.: (1944): Novinky z hadcové stepi u Mohelna. – Příroda 37: 89–90.